# Höhhof (Grafengehaig)
Höhhof ist ein Gemeindeteil des Marktes Grafengehaig im Landkreis Kulmbach (Oberfranken, Bayern). Höhhof liegt in der Gemarkung Grafengehaig.

## Geografie
Die Einöde liegt am Pfarrbächlein, einem linken Zufluss des Schlackenmühlbachs. Ein Anliegerweg führt nach Grafengehaig (0,6 km südlich).

## Geschichte
Gegen Ende des 18. Jahrhunderts bestand Höhhof aus einem Anwesen. Das Hochgericht sowie die Grundherrschaft über den Hof hatte die Herrschaft Wildenstein.
Mit dem Gemeindeedikt wurde Höhhof dem 1808 gebildeten Steuerdistrikt Grafengehaig und der im selben Jahr gebildeten Ruralgemeinde Grafengehaig zugewiesen.

### Einwohnerentwicklung
| Jahr      | 001818 | 001819 | 001861 | 001871 | 001885 | 001900 | 001925 | 001950 | 001961 | 001970 | 001987 |
| Einwohner |        | 7      | 8      | 14     | 17     | 17     | 13     | 6      | 5      | 5      | 3      |
| Häuser    | 1      |        |        |        | 2      | 2      | 2      | 2      | 1      |        | 1      |
| Quelle    | [ 6 ]  | [ 8 ]  | [ 9 ]  | [ 10 ] | [ 11 ] | [ 12 ] | [ 13 ] | [ 14 ] | [ 15 ] | [ 16 ] | [ 1 ]  |

## Religion
Höhhof ist seit der Reformation evangelisch-lutherisch geprägt und gehört zur Pfarrei Grafengehaig.